# سیارک ۴۹۸۲
سیارک ۴۹۸۲ (به انگلیسی: 4982 Bartini، نامگذاری:1977PE1) چهار هزار و نهصد و هشتاد و دومین سیارک کشف شده‌است که در ۱۴ اوت ۱۹۷۷ کشف شد.
قدر مطلق سیارک برابر ۱۳٫۲۰ است.